# Yang Hak-seon
Yang Hak-seon (* 6. Dezember 1992 in Seoul) ist ein südkoreanischer Gerätturner. Seine bisher größten Erfolge sind der Gewinn der Weltmeistertitel 2011 und 2013 im Sprung sowie der Olympiasieg 2012 in der gleichen Disziplin. Bei einer Körpergröße von 1,59 Meter beträgt sein Wettkampfgewicht 53 Kilogramm.

## Leben
Mit dem Turnen begann Yang Hak-seon im Alter von neun Jahren in der Grundschule und folgte seinem Bruder zum Kunstturnen. 2008 wurde er in die südkoreanische Turnnationalmannschaft der Senioren berufen.
International trat Yang erstmals bei den Turn-Weltmeisterschaften 2010 in Rotterdam in Erscheinung. Mit der südkoreanischen Turnriege belegte er einen achten Platz im Mannschaftswettbewerb und erreichte das Gerätefinale am Sprung. Dort verpasste er beim Sieg des Franzosen Thomas Bouhail (16,449 Punkte) mit 16,266 knapp die Bronzemedaille und wurde Vierter. Bei den wenige Wochen später stattfindenden Asienspielen in Guangzhou gewann er das Sprungfinale mit 16,400 Punkten und gewann zusätzlich die Bronzemedaille mit der südkoreanischen Herrenmannschaft.
Im Mai 2011 belegte Yang beim Weltcup in Moskau Platz zwei im Sprung. Der bislang größte Erfolg in seiner Paradedisziplin folgte einige Monate später bei der Turn-WM in Tokio. Nach Platz sieben im Mannschaftswettbewerb erreichte der 18-Jährige als Sechstplatzierter im Vorkampf erneut das Gerätefinale am Sprung. Beim ersten Finaldurchgang zeigte er einen perfekten Überschlag-Strecksalto mit drei Schrauben, mit dem höchsten Ausgangswert von 7,4. Yang hatte bei diesem Sprung zu den herkömmlich gezeigten zweieinhalb Umdrehungen eine neue Technik mit einer zusätzlichen halben Umdrehung angeschlossen, die er bereits zuvor beim Posco Koreacup in Goyang demonstriert hatte. Außerdem wurde er von den Kampfrichtern mit sehr guten Haltungsnoten belohnt, womit er eine Punktzahl von 16,866 erhielt. Dies war bis dahin die höchste Note, die jemals bei einer Turn-WM vergeben wurde. Nach seinem zweiten Sprung im Durchschnitt auf 16,566 Punkte kommend, gewann er den WM-Titel vor dem Russen Anton Golozuzkow (16,366) und dem Japaner Makoto Okiguchi (16,291). Yangs neue Technik wurde vom Internationalen Turnverband FIG später unter seinem Namen ins Regelbuch aufgenommen. Damit war er nach Yeo Hong-cheol („Yeo 1“, 1993; „Yeo 2“, 1994) der zweite Südkoreaner, nach dem eine offizielle Turntechnik benannt wurde.
Bei den Olympischen Sommerspielen 2012 in London erreichte Yang nach dem Vorkampf als Zweitplatzierter mit im Durchschnitt 16,333 Punkten für seine zwei Sprünge das Gerätefinale knapp hinter dem Russen Denis Abljasin (16,366). Das Finale gewann er vor Abljasin mit zwei Sprüngen (Schwierigkeitsgrade: 7,4 und 7,0) und 16,533 Punkten im Durchschnitt. Damit erlangte Yang den ersten Olympiasieg für einen südkoreanischen Geräteturner überhaupt. Ein Jahr später gelang es ihm bei den Weltmeisterschaften in Antwerpen seinen Titel zu verteidigen.
Yang Hak-seon lebt in Seoul und ist Student der Korea National Sports University. Er wird vom früheren Weltklasse-Turner Yang Tae-young trainiert. Nach Yangs Erfolg bei den Olympischen Spielen wurde bekannt, dass Yangs Familie in ärmlichen Verhältnissen lebt, nachdem sie 2010 von Gwangju ins ländliche Gochang in ein dortiges notdürftig mit Zelten umgestaltetes Gewächshaus umgezogen war. Der Vater, ein früherer Bauarbeiter, konnte seiner Arbeit nach verschiedenen Verletzungen nicht mehr nachgehen. Yang unterstützte die Familie mit seiner monatlichen Sportunterstützung von 800.000 Won (ca. 549 Euro). Nach Bekanntwerden vom Schicksal seiner Familie, wurde dem Sportler in Südkorea große finanzielle Unterstützung zuteil. Der Leiter der LG Group, Koo Bon-moo, ließ ihm 500 Mio. Won (ca. 343.000 Euro) zukommen, um die finanziellen Sorgen seiner Familie zu tilgen und damit er sich auf seine Sportlerkarriere konzentrieren könnte. Vom Vorsitzenden des koreanischen Turnverbands erhielt er 100 Mio. Won (ca. 68.500 Euro), ebenfalls meldete sich eine Baufirma, die der Familie eine feste Wohnung in Aussicht stellte.